# Ананьев, Юрий Алексеевич

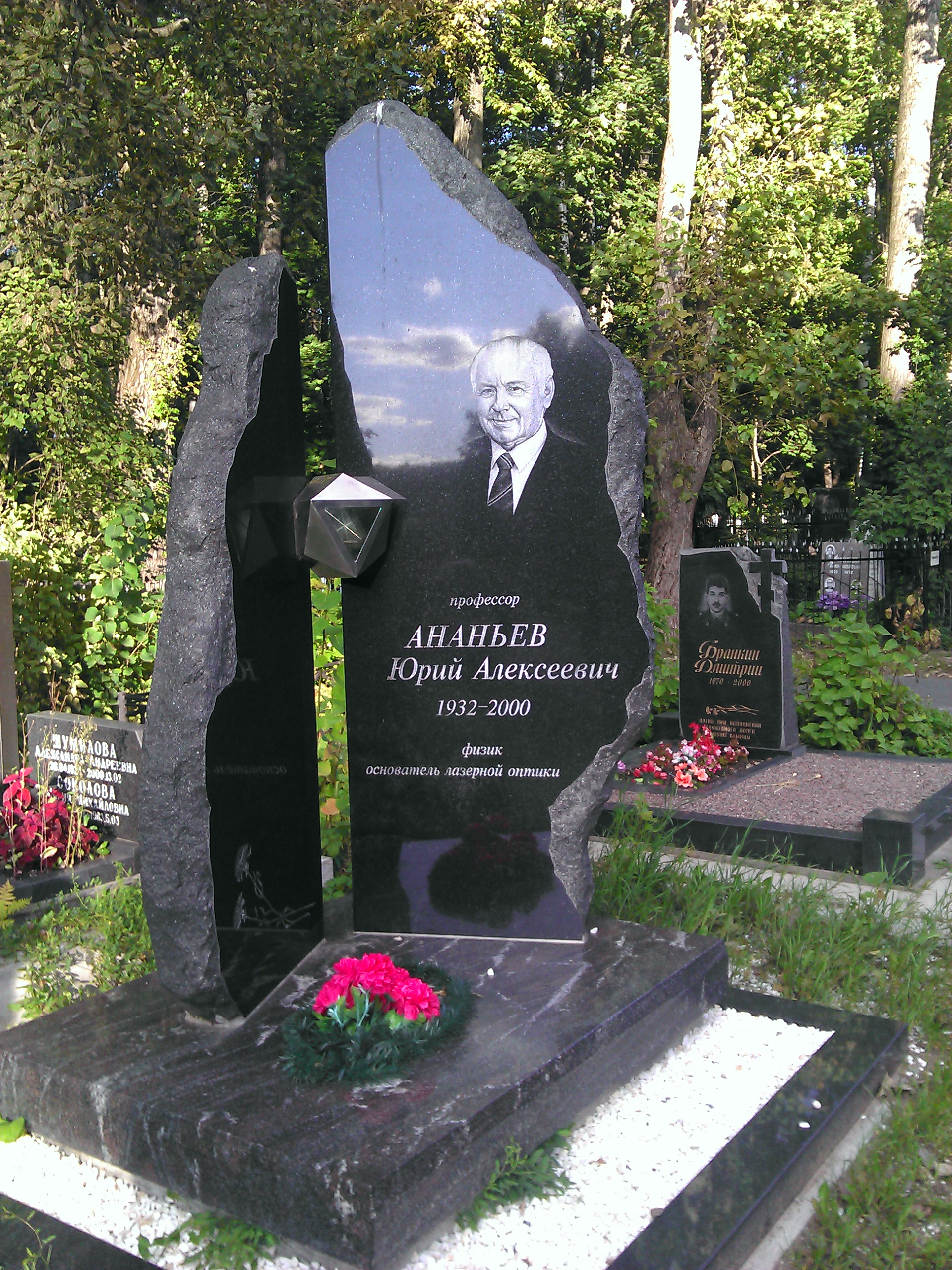
Могила Ю. А. Ананьева, Богословское кладбище, Санкт-Петербург

Юрий Алексеевич Ананьев (1 мая 1932 года, Ленинград — 28 ноября 2000 года, Санкт-Петербург) — физик, академик РАЕН (1992), академик Российской академии инженерных наук, лауреат премии имени Д. С. Рождественского (1989).

## Биография
Родился 1 мая 1932 года в Ленинграде, житель блокадного Ленинграда.
Учился в Ленинградском государственном университете (1948—1951), и 1953 году окончил отделение ядерной физики физико-математического факультета Харьковского университета.
В 1954—1961 годах — работа в Ленинградском физико-техническом институте и на Кировском заводе.
В 1964 году — защитил кандидатскую диссертацию.
С 1961 по 1988 годы — научный сотрудник, ведущий научный сотрудник, начальник лаборатории Государственного оптического института.
В 1970 году — защитил докторскую диссертацию.
С 1978 по 1981 годы — профессор Ленинградского института точной механики и оптики.
С 1988 года — профессор кафедры «Лазерная технология» Санкт-Петербургского государственного технического университета.
В 1992 году был избран действительным членом Российской академии естественных наук и Российской академии инженерных наук.
Умер 28 ноября 2000 года. Похоронен на Богословском кладбище (Братская дорожка) (Санкт-Петербург).

### Научная и общественная деятельность
Основоположник лазерной оптики в России.
Работы по решению проблемы угловой расходимости лазерного излучения и созданию соответствующих резонаторов. Им были предложены, исследованы и внедрены в практику оптические схемы, используемые сейчас в большинстве мощных лазеров.
Член редколлегии журнала «Оптика и спектроскопия».
Автор более 120 статей, 30 изобретений и трех индивидуально написанных монографий.

## Награды
- Орден «Знак Почета» (1976)
- Государственная премия СССР (в группе авторов, за 1982 год) — за цикл работ «Физические основы динамической голографии и новые методы преобразования пространственной структуры световых пучков» (1969—1980)
- Премия имени Д. С. Рождественского (1989) — за цикл работ «Резонаторы лазеров с малой расходимостью излучения»